# Polia lativittata
Polia lativittata är en fjärilsart som beskrevs av Edward Alfred Cockayne 1951. Polia lativittata ingår i släktet Polia och familjen nattflyn. Inga underarter finns listade i Catalogue of Life.